# Adam Trent
Adam Trent (ur. 20 czerwca 1985) - to amerykański iluzjonista najlepiej znany z połączenia iluzji tańczenia i śpiewania w oryginalnym stylu. Trent sławę zdobył w magicznej społeczności, stając się najmłodszym i jedynym czarodziejem, który kiedykolwiek wygrał medale w PCAM - jednym z najbardziej prestiżowych konkursów magicznych na świecie. Adam Trent został nazwany jednym z 10 młodych ludzi w kraju przez US News i przez Magazyn Światowego Raportu, którzy są najbardziej wpływowych. Występuje na arenie międzynarodowej jako najlepszy aktu znamionowej na Cruise Lines i w ośrodkach akademickich. W 2008 roku Adam Trent wykonywał support dla zwycięzcy ostatniego NBC - Alonza Boddena. W 2010 r. Adam Trent wykonał ponad 250 koncertów w 19 różnych krajach. Wystąpił gościnnie w 2011roku w Taniec rządzi w odcinku Auction It Up, przy okazji nagrał singiel dla tego serialu o nazwie Moves Like Magic.